# Rhysodesmus zendalus
Rhysodesmus zendalus är en mångfotingart som först beskrevs av Jean-Henri Humbert och Henri Saussure 1869.  Rhysodesmus zendalus ingår i släktet Rhysodesmus och familjen Xystodesmidae. Inga underarter finns listade i Catalogue of Life.